# Литвинов, Иван Филиппович
Иван Филиппович Литвинов (1907—1943) — старший сержант Рабоче-крестьянской Красной Армии, участник Великой Отечественной войны, Герой Советского Союза (1943).

## Биография
Иван Литвинов родился в 1907 года в селе Катериновка (ныне — Литвиново Ахтырского района Сумской области Украины). После окончания начальной школы работал в колхозе, был председателем сельского совета. В 1938—1940 годах проходил службу в Рабоче-крестьянскую Красную Армию, участвовал в боях советско-финской войны. В 1943 году Литвинов повторно был призван в армию. С июля того же года — на фронтах Великой Отечественной войны. В одном из боёв был ранен.
К октябрю 1943 года старший сержант Иван Литвинов командовал орудием 1844-го истребительно-противотанкового артиллерийского полка 30-й истребительно-противотанковой артиллерийской бригады 7-й гвардейской армии Степного фронта. Отличился во время битвы за Днепр. 2 октября 1943 года расчёт Литвинова одним из первых переправился через Днепр в районе села Бородаевка Верхнеднепровского района Днепропетровской области Украинской ССР и принял активное участие в боях за захват и удержание плацдарма на его западном берегу, лично уничтожив 3 немецких танка. 22 октября 1943 года Литвинов погиб в бою. Похоронен в посёлке Петрово Кировоградской области Украины.
Указом Президиума Верховного Совета СССР от 26 октября 1943 года за «мужество и отвагу, проявленные в боях с фашистскими захватчиками во время захвата и удержания плацдарма на правом берегу Днепра» старший сержант Иван Литвинов посмертно был удостоен высокого звания Героя Советского Союза. Также посмертно был награждён орденом Ленина.
В честь Литвинова было переименовано его родное село.